# 阿氏南鰍
阿氏南鰍（學名：Schistura arifi）為輻鰭魚綱鯉形目條鰍科南鰍屬的其中一種。分布於亞洲巴基斯坦淡水流域，體長可達6.7公分，棲息在森林河川底層水域，生活習性不明。

## 扩展阅读
維基物種上的相關：阿氏南鰍